# Ad Wammes
Ad Wammes, född 1953 i Vreeswijk, är en nederländsk kompositör.
Wammes har studerat vid konservatorierna i Utrecht och Rotterdam, bland annat komposition under Ton de Leeuw, Theo Loevendie och Klaas de Vries, piano under Edith Lateiner-Grosz och elektronisk musik under Ton Bruynèl. Under 1970-talet spelade han keyboard i den nederländska progressiva rockgruppen Finch. Han har komponerat många stycken för konsert, TV och film, inte minst för många nederländska TV-produktioner under 1980-talet. Han har senare fokuserat mer på konsertmusik, och har uppmärksammats särskilt för kompositioner för orgel.
Bland hans kompositioner kan nämnas styckena Miroir (Spegel) från 1989 och Mytò för orgel samt Different Colours-book 1 och 2 som innehåller 12 stycken vardera för piano.